# Kaitlyn Maher
Kaitlyn Ashley Maher (Novi, Michigan, 10 de janeiro de 2004) é uma atriz, cantora, e dubladora estadunidense. Em 2008, fez a sua primeira aparição na televisão ao participar da terceira temporada de America's Got Talent, cantando a melodia "Somewhere Out There."

## Discografia

### Álbuns

#### You Were Meant to Be
| N.º            | Título                             | Duração |  |
| 1.             | "I Can See Clearly Now" (Jacintha) | 3:17    |  |
| 2.             | "Daddy, I Love You"                | 3:46    |  |
| 3.             | "Daddy, I Love You"                | 3:46    |  |
| 4.             | "Daddy, I Love You"                | 3:46    |  |
| 5.             | "Daddy, I Love You"                | 3:46    |  |
| 6.             | "God Bless The USA"                | 3:43    |  |
| 7.             | "Amazing Grace"                    | 3:05    |  |
| 8.             | "You Were Meant To Be"             | 4:08    |  |
| 9.             | "Somewhere Out There"              | 3:43    |  |
| 10.            | "Ave Maria"                        | 4:27    |  |
| 11.            | "Dreams Come True"                 | 4:18    |  |
| 12.            | "Lullaby"                          | 3:21    |  |
| 13.            | "Amazing Grace" (Reprise)          | 1:19    |  |
| 14.            | "Away In A Manger" (Bônus)         | 3:31    |  |
| Duração total: | Duração total:                     | 40:57   |  |

## Filmografia
| Ano  | Filme                        | Papel          |
| ---- | ---------------------------- | -------------- |
| 2009 | Santa Buddies                | Tiny (voz)     |
| 2010 | The Search for Santa Paws    | Quinn          |
| 2012 | Treasure Buddies             | Cammy (voz)    |
| 2012 | Santa Paws 2: The Santa Pups | Sarah Reynolds |